# Ogi
Ogi (Japans: 小城市, Ogi-shi) is een Japanse stad in de prefectuur Saga. In 2014 telde de stad 44.503 inwoners. 

## Geschiedenis
Op 1 maart 2005 werd Ogi benoemd tot stad (shi). Dit gebeurde na het samenvoegen van de toenmalige gemeente Ogi en de gemeenten Ashikari (芦刈町), Mikatsuki (三日月町) en Ushizu (牛津町).
Steden:
Imari · Kanzaki · Karatsu · Kashima · Ogi · Saga (hoofdstad) · Takeo · Taku · Tosu · Ureshino

Districten:
Fujitsu · Higashimatsuura · Kanzaki · Kishima · Miyaki · Nishimatsuura
Gemeenten per district